# Shirley (Indiana)
Pour les articles homonymes, voir Shirley.
Shirley est une municipalité située dans les comtés de Hancock et de Henry, dans l’État de l'Indiana, aux États-Unis. Lors du recensement de 2020, elle comptait 819 habitants.